# کیم یونگ-هاک
کیم یونگ-هاک (انگلیسی: Kim Yong-hak؛ زادهٔ ۲۰ مهٔ ۲۰۰۳) بازیکن فوتبال اهل کره جنوبی است که در حال حاضر برای پورتیموننزه در پست هافبک بازی می‌کند.
از باشگاه‌هایی که در آن بازی کرده است می‌توان به پوهانگ استیلرز اشاره کرد.
وی همچنین در تیم‌های ملی فوتبال زیر ۱۷ سال و زیر ۲۰ سال کره جنوبی بازی کرده است.

## دوران باشگاهی
کیم در ابتدا در گوانگ‌میونگ آموزش دید، و سپس در سال ۲۰۱۶ به آکادمی نوجوانان پوهانگ استیلرز پیوست. در ۲۲ ژانویهٔ ۲۰۲۲، او به صورت قرضی به پورتیموننزه در پرتغال پیوست. او نخستین بازی بزرگسال خود را با پورتیموننزه به عنوان بازیکن تعویضی در دقایق پایانی، در باخت ۲–۰ این تیم مقابل ناسیونال در چارچوب جام اتحادیه پرتغال در ۱۹ نوامبر ۲۰۲۲ انجام داد.

## دوران ملی
کیم بازیکن ملی‌پوش رده‌های پایه کره جنوبی است، و تا زیر ۲۰ سال کره جنوبی برای این کشور به میدان رفته است.